# Шевченко Аліна Андріївна
Аліна Андріївна Шевченко (2 липня 2005, с. Гайок, Олександрійський район, Кіровоградська область, Україна) — українська поетеса, письменниця, журналістка, фотограф та активістка. Наймолодший лауреат літературно-мистецької премії імені Пантелеймона Куліша. Засновниця літературно-мистецького альманаху «Олександрійський маяк» Авторка книжок «Цвіт першої надії» (2019), «Мелодія мовчання» (2021) та «Небесна сповідь».

## Життєпис
Народилася 2 липня 2005 року в селі Гайок Кіровоградської області.
До садочку майбутня письменниця ходила всього 2 тижні перед 1 вересня. Згодом навчалася в Ізмайлівському ЗЗСО Олександрійської міської ради.
У п'ятому класі Аліна завдяки вчительці української мови та літератури Людмилі Пасхал захопилася мистецтвом слова. Коли учні отримали завдання написати акровірш, вчителька помітила талант юної учениці та запропонувала створити щось схоже, тільки в прозі. Дівчина відповіла, що пише і має кілька оповідань. Уже в шостому класі журнал «Юная леди» опублікував першу замітку Аліни Шевченко.
З восьмого класу майбутня письменниця розпочала навчання на курсі перукарства, манікюрної та макіяжної справи у Войнівському міжшкільному навчально-виховному комбінаті. А за рік, у 2019, Аліна стала слухачкою Малої академії наук України (м. Кропивницький) у секції літературної творчості. З 2020 року — також у секціях української літератури та журналістики. За спогадами Аліни Шевченко, суттєво на вдосконалення її творчості вплинула наукова керівниця Надія Гармазій-Частакова. Навчаючись у Кіровоградській МАН, молода письменниця познайомилася з кіровоградськими майстрами слова Антоніною Корінь, Антоніною Царук, літературознавцем Григорієм Клочеком, з журналістами Анатолієм Саржевським, Василем Левицьким, Світланою Орел. Того ж року Аліна почала навчатися на заочному курсі «Школа універсального журналіста» на базі НУ «Острозька академія», де науковим керівником курсу є Віталій Голубєв.
Аліна Шевченко проживає в Києві. Із задоволенням фотографує, працює як фотомодель, провадить журналістську діяльність і займає активну громадянську позицію.
Друкувалася у виданнях: «Дзвін», Золота Пектораль (журнал), «Культура і життя».

## Нагороди
- Фіналістка Міжнародного літературного конкурсу Гранослов 2021
- Переможниця (2020, 2021) Міжнародного літературного дитячого конкурсу «Україна в барвах слова», організованим Національний музей літератури України
- Нагороджена Почесною відзнакою Всеукраїнського конкурсу малої прози імені Івана Чендея (2020)
- Переможниця (2020, 2021 Всеукраїнського дитячого літературного конкурсу «Ми — діти твої, Україно» імені Данила Кононенка
- Лауреатка (2021) Міжнародного літературного конкурсу «У пошуках літературних талантів» імені Лесі Українки
- Лауреатка літературно-мистецької премії імені Пантелеймона Куліша за 2023 рік.